# Placówka Straży Granicznej I linii „Kokotek”

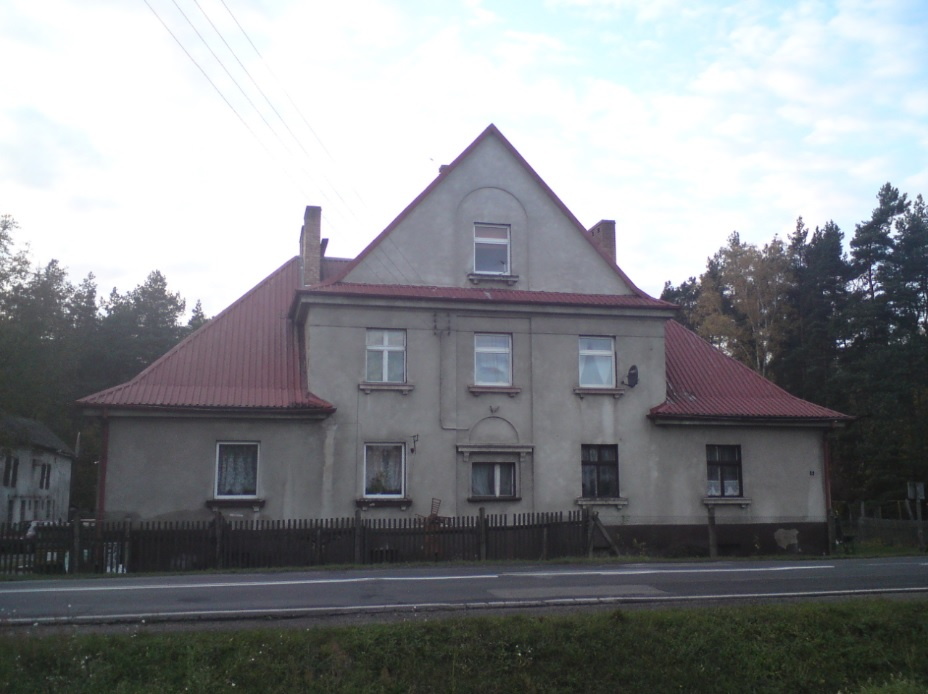
Budynek placówki SG Kokotek / Pusta Kuźnica

Placówka Straży Granicznej I linii „Kokotek” – jednostka organizacyjna Straży Granicznej pełniąca służbę ochronną na granicy polsko-niemieckiej w okresie międzywojennym.

## Formowanie i zmiany organizacyjne
Rozporządzeniem Prezydenta Rzeczypospolitej Polskiej Ignacego Mościckiego z 22 marca 1928 roku, do ochrony północnej, zachodniej i południowej granicy państwa, a w szczególności do ich ochrony celnej, powoływano z dniem 2 kwietnia 1928 roku  Straż Graniczną.
Rozkazem nr 4 z 30 kwietnia 1928 roku w sprawie organizacji Śląskiego Inspektoratu Okręgowego dowódca Straży Granicznej gen. bryg. Stefan Pasławski określił strukturę organizacyjną komisariatu SG „Lubliniec”. Placówka Straży Granicznej I linii „Kokotek” znalazła się w jego strukturze.

## Służba graniczna
Przejścia graniczne
Na terenie placówki działało:
- przejście graniczne Pusta Kuźnica - Wüstenrode (Potępa) przy szosie Lubliniec - Horneck, kamień graniczny nr 162
- przejście gospodarcze Pusta Kuźnica - Wüstenrode, kamień graniczny nr 163

Sąsiednie placówki
- placówka Straży Granicznej I linii „Dziewcza Góra” ⇔ placówka Straży Granicznej I linii „Brusiek” − 1928

## Kierownicy/dowódcy placówki
| stopień    | imię i nazwisko  | okres pełnienia służby  | kolejne stanowisko |
| ---------- | ---------------- | ----------------------- | ------------------ |
| przodownik | Marcin Jórdeczka | był X 1932–był VII 1935 |                    |